# علي صادق بنوان
علي صادق بنوان، لاعب كرة قدم عراقي يلعب حالياً كلاعب مقيم. لعب سابقاً مع أندية الخريطيات و معيذر و انتقل إلى النادي الأهلي في عام 2016 و اعير إلى نادي معيذر مطلع عام 2019 و انتقل إلى نادي الشمال في صيف 2019. وهو شقيق اللاعب حسن المياحي.

## روابط خارجية
- علي صادق بنوان على موقع Soccerway.com (الإنجليزية)